# Villa aureohirta
Villa aureohirta är en tvåvingeart som beskrevs av Enrico Adelelmo Brunetti 1909. Villa aureohirta ingår i släktet Villa och familjen svävflugor. Inga underarter finns listade i Catalogue of Life.